# Одесский морской батальон (Российская империя)
Оде́сский мо́рской батальо́н — инженерная войсковая часть вспомогательных войск Русской императорской армии.
Одесский морской батальон был назначен для службы при перевозках войск морем, и для подготовки в мирное время в войсковых частях личного состава, технически ознакомленного с производством этих перевозок. Праздник части — 5 октября. Старшинство по состоянию на 1914 год: 4 августа 1904 года.

## История
Сформирован 4 августа 1904 года как Одесский морской батальон в составе гребной и технической рот. Тогда же при батальоне была сформирована и учебная команда переменного состава, и состояли школа машинистов, склад плавучих средств и специального имущества.
Изначально батальон состоял в прямом подчинении Одесского военного округа, а в другом источнике указано что батальон состоял в ведении главного штаба и был подчинён местному военно-окружному начальству. С 1910 года подчинялся командиру 8-го армейского корпуса. С 1904 года до осени 1914 года штаб батальона был расположен в Одессе.

## Участие в Первой мировой войне
После начала Первой мировой войны батальон вместе с катерами и плавсредствами отправлен на реку Вислу, где наряду с прочими понтонными частями и Вислянской и Наревской речными минными ротами обеспечивал перевозку войск и военных грузов через реку. К январю 1915 года сменён Гвардейским экипажем и убыл в Севастополь, на подготовку к Босфорской десантной операции, вскоре передан в оперативное подчинение командующего Черноморским флотом Российской империи. В 1916 году принял участие в Трапезундской операции.

## Назначение части
Назначением батальона было инженерное обеспечение проведения морских десантных операций, связанных с высадкой частей Русской армии на необорудованное для приёма крупнотоннажных транспортов побережье. Фактически создавался для проведения единственной операции — Босфорской десантной операции.
В мирное время при батальоне имелась специальная учебная команда переменного состава, в которую направлялись чины армейских частей Одесского военного округа для обучения навыкам морского десанта.
Для выполнения этой задачи часть имела в своём составе специальные самоходные катера и плавсредства.
По назначению де-факто являясь флотской частью, часть комплектовалась и содержалась сухопутным ведомством, с 1910 считаясь понтонной частью Российской Императорской Армии.

## Форма
Нижние чины батальона носили морскую форму, отложные воротники на голландках были не синего, а красного цвета. Погоны алого цвета с белым кантом.

## Знаки отличия части к 1914
Сама часть не имела знаков отличий, но суда и плавсредства, входившие в её состав, имели флаг особого образца.